# Kriminologische Bezeichnung

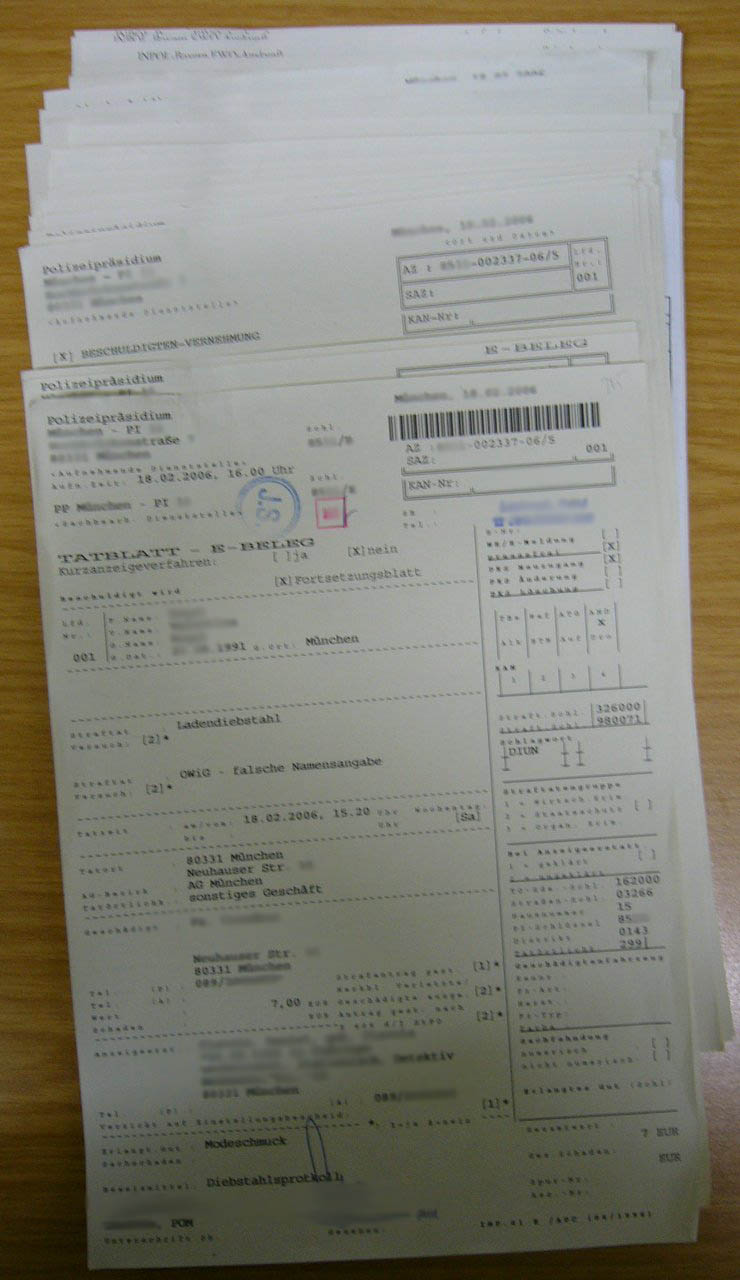
Strafanzeige: mittig ist die kriminologische Bezeichnung Ladendiebstahl genannt

Kriminologische Bezeichnungen sind Bezeichnungen innerhalb der deutschen Polizei für straf- und bußgeldbewehrte Taten, mit der diese genauer eingeordnet werden können, als dies der gesetzliche Tatbestand zulässt. Dabei werden Begriffe der Kriminologie verwendet. Erfasst werden sämtliche Delikte des Strafrechts sowie einige wichtige Ordnungswidrigkeiten (beispielsweise solche nach dem Reisegewerbe).

## Hintergrund
Sämtliche polizeilichen Ermittlungsverfahren werden dadurch differenzierter erfass- und auswertbar, z. B. durch Zuordnung einer Tat zum angegangenen Objekt, zum erlangten Gut („…einer Bombe“ u. ä.), zur Motivation („politisch motiviert“ u. ä.) und zum modus operandi („überfallartig“, „vorgetäuscht“ u. ä.). Dies dient vor allem dem Führen von Kriminalstatistiken aller Art bzw. auf Regionen bezogen, womit auch zusammenfassende Aussagen und Prognosen getroffen werden können. Durch die stark durchgegliederte Ordnung ist zum Beispiel eine Auswertung zu Eigentumsdelikten strukturiert nach einzelnen Gesichtspunkten möglich.
Für die interne Verwaltung der Datensätze gibt es für jedes Delikt eine bundesweit einheitliche sechsstellige Schlüsselzahl, die nach Gruppen geordnet ist. Der Schlüssel wird auch in die Polizeiliche Kriminalstatistik (PKS) des Bundeskriminalamtes übernommen. Ferner finden diese Schlüssel Eingang in den Kriminalaktennachweis und das System INPOL der Polizei. Die Justizverwaltung arbeitet nicht mit diesen Bezeichnungen bzw. mit diesem Schlüsselsystem.

## Beispiele
- Diebstahl
  - § 242 StGB: Diebstahl
  - Kriminologische Bezeichnung: Taschendiebstahl, Ladendiebstahl, Beischlafdiebstahl, Diebstahl aus Lagerraum, Diebstahl von Kunstwerken etc.

- Besonders schwerer Fall des Diebstahls (BSD)
  - § 243 StGB: Besonders schwerer Fall des Diebstahls
  - Kriminologische Bezeichnung: BSD Fahrrad, BSD Gaststätte etc., für Abs. 1: Einbruchdiebstahl mit weiteren Unterteilungen
- Raub
  - § 249 StGB: Raub
  - Kriminologische Bezeichnung: Zechanschlussraub, Raub einer Schusswaffe etc.
- Unerlaubter Handel mit Betäubungsmitteln
  - § 29 Abs. 1 Nr. 1 BtMG: Straftaten
  - Kriminologische Bezeichnung: Handel mit Derivaten, Handel mit Amphetaminen etc.